# Эстрада, Луис
Хосе Луис Эстрада Луэванос (исп. José Luis Estrada Luévanos; род. 7 июля 1948, Эль-Сальто) — мексиканский футболист, нападающий.

## Клубная карьера
Луис Эстрада родился 7 июля 1948 года в Эль-Сальто. Футболом начал увлекаться с детства, играя за местные молодёжные команды «Леон» и «Эсмеральдас».
Дебютировал в 1965 году в составе клуба «Леон», в котором пробыл восемь сезонов. Эстрада стал одним из самых результативных игроков команды в сезоне 1968/69.
В 1973 году перешёл в «Крус Асуль». Провёл в клубе пять сезонов своей игровой карьеры.
Завершил карьеру в 1979 году в составе клуба «Леон», в который вернулся в 1978 году.

## Карьера в сборной
В 1968 году дебютировал в официальных матчах в составе национальной сборной Мексики. Он сыграл 24 игры и забил 7 голов.
Эстрада был в составе сборной на Олимпийских играх 1968 года, где забил один гол.